# Coeficiente de aproveitamento
O Coeficiente de Aproveitamento (CA) ou Índice de Aproveitamento (IA) é um número que, multiplicado pela área de um terreno, indica a quantidade total de metros quadrados passíveis de serem construídos.
Um terreno de 1200m², por exemplo, com um CA máximo igual a 2,4 indica que a área máxima a ser construída, somando a área de todos os pavimentos, é igual a 2.880,0 m².
O plano diretor municipal e, mais especificamente, o zoneamento, é o instrumento em que o CA máximo é tipicamente definido. No zoneamento é comum encontrar tabelas de parâmetros urbanísticos indicando os limites construtivos para cada zona. Esses limites costumam incluir, além do CA, a taxa de ocupação, o número máximo de pavimentos e os afastamentos a serem respeitados pelas edificações em relação às divisas do lote.
No cômputo geral da área para fins de adequação ao CA máximo, cada município tem seus próprios critérios para determinar o que é contabilizado e o que não é. Alguns municípios, por exemplo, não contam a área de sacadas ou mesmo de garagens.